# Gahnia lacera
Gahnia lacera là loài thực vật có hoa trong họ Cói. Loài này được (R.Lesson ex A.Rich.) Steud. mô tả khoa học đầu tiên năm 1855.